# 심근염
심근염(영어: myocarditis, inflammatory cardiomyopathy) 또는 심근염증은 장바이러스 중 특히 콕사키바이러스 B형에 의해 생기는 심근의 염증을 말한다. 증상으로는 호흡곤란, 흉통, 운동능력 저하, 불규칙한 심장 박동이 있다. 증상의 지속시간은 몇 시간에서 몇 달 까지로 다양하게 나타날 수 있다. 합병증에는 확장성 심근병증으로 인한 심부전이나 심정지가 포함된다.
심근염은 대부분 바이러스 감염에 기인히며, 다른 원인으로는 박테리아 감염, 특정 약물, 독소, 자가 면역 질환 등이 있다. 심전도 (ECG), 트로포닌 증가, 심장 MRI, 그리고 심장 생검으로 진단한다. 심장초음파는 심장판막증과 같은 다른 잠재적인 원인들을 배제하기 위해 중요하다.
치료는 심각성과 원인에 따라 달라진다. ACE 억제제, 베타차단제, 그리고 이뇨제와 같은 약물이 자주 사용된다. 일반적으로, 회복 중에는 운동을 하지 않는 것이 좋다. 코르티코스테로이드나 면역글로불린요법 (IVIG)은 특정한 경우에 유용하다. 심한 경우에는 삽입형 제세동기 또는 심장 이식이 권장된다.
2013년, 약 150만 건의 급성 심근염이 발생했다. 모든 연령대가 영향을 받지만, 그 중에서도 젊은 층이 가장 많이 영향을 받는다. 여성보다 남성에게 약간 더 흔하다. 또, 대부분의 경우 심하지 않다. 2015년에는 심근염을 포함한 심근증으로 354,000명이 사망하였다.(1990년 294,000명) 질환에 대한 설명이 시작된 것은 1800년대 중반부터이다.